# Toxopsoides
Toxopsoides is een monotypisch geslacht van spinnen uit de  familie van de Desidae.

## Soort
- Toxopsoides huttoni Forster, 1973